# Liste der Spieler mit einer PDC Tour Card (2016)
Die folgende Liste zeigt alle Spieler, welche sich eine PDC Tour Card für das Jahr 2015 sichern konnten und damit für alle Turniere der PDC Pro Tour 2016 teilnahmeberechtigt waren.

## Qualifikation
Um sich eine PDC Tour Card zu sichern, musste man eines der folgenden Kriterien erfüllen:
- Top 64 der PDC Order of Merit nach der PDC World Darts Championship 2016
- Top 2 der PDC Challenge Tour 2014
- Top 2 der PDC Youth Tour 2014
- Qualifikant auf der PDC Qualifying School am 14. bis 17. Januar 2015 (siehe: PDC Pro Tour 2015#Q-School)
- Top 2 der PDC Challenge Tour Order of Merit 2015
- Top 2 der PDC Development Tour Order of Merit 2015
- Top 1 der Scandainavian Darts Corporation Pro Tour Order of Merit 2015
- Qualifikant auf der PDC Qualifying School am 13. bis 16. Januar 2016 (siehe: PDC Pro Tour 2016#Q-School)

Jan Dekker, der als Erstplatzierter der PDC Challenge Tour Order of Merit 2015 qualifiziert gewesen wäre, stand gleichzeitig in den Top 64 der PDC Order of Merit. Sein Platz wurde an den Dritten der Challenge Tour Order of Merit weitergegeben. Auch Andy Boulton, Robbie Green, Alan Norris, William O’Connor, Devon Petersen, Dimitri Van den Bergh und Jeffrey de Zwaan standen nach Tour Card-Gewinn im Vorjahr in den Top 64 der Order of Merit.

### Abgelehnte Tour Cards
Die folgenden Spieler hatten die Möglichkeit eine Tour Card zu erhalten, haben das Angebot jedoch nicht angenommen oder ihre Tour Card abgegeben.
| Land    | Spieler       | Wäre qualifiziert über    | Nachrücker                                 |
| ------- | ------------- | ------------------------- | ------------------------------------------ |
| England | Steve Douglas | Q-School 2015             | Q-School Order of Merit                    |
| England | Bradley Kirk  | PDC Development Tour 2015 | Berry van Peer (PDC Development Tour 2015) |
| England | Kevin McDine  | Top 64 Order of Merit     | Q-School Order of Merit                    |

## Liste
| Nr. | Land         | Spieler               | Qualifiziert als          |
| --- | ------------ | --------------------- | ------------------------- |
| 1   | Schottland   | Gary Anderson         | Top 64 Order of Merit     |
| 2   | Australien   | Kyle Anderson         | Top 64 Order of Merit     |
| 3   | Deutschland  | Jyhan Artut           | Top 64 Order of Merit     |
| 4   | England      | Nathan Aspinall       | Q-School 2015             |
| 5   | Schottland   | Mark Barilli          | Q-School 2016             |
| 6   | Niederlande  | Raymond van Barneveld | Top 64 Order of Merit     |
| 7   | England      | Ronnie Baxter         | Top 64 Order of Merit     |
| 8   | England      | Steve Beaton          | Top 64 Order of Merit     |
| 9   | England      | Andy Boulton          | Top 64 Order of Merit     |
| 10  | England      | John Bowles           | Q-School 2016             |
| 11  | England      | Darron Brown          | Q-School 2016             |
| 12  | England      | Keegan Brown          | Top 64 Order of Merit     |
| 13  | England      | Stephen Bunting       | Top 64 Order of Merit     |
| 14  | Nordirland   | Ray Campbell          | Q-School 2016             |
| 15  | Schweden     | Magnus Caris          | Q-School 2015             |
| 16  | England      | Jamie Caven           | Top 64 Order of Merit     |
| 17  | England      | Dave Chisnall         | Top 64 Order of Merit     |
| 18  | England      | Matt Clark            | Q-School 2016             |
| 19  | Wales        | Jonny Clayton         | Q-School 2015             |
| 20  | England      | Richie Corner         | PDC Challenge Tour 2015   |
| 21  | England      | Joe Cullen            | Top 64 Order of Merit     |
| 22  | Belgien      | Mike De Decker        | PDC Development Tour 2015 |
| 23  | Niederlande  | Jan Dekker            | Top 64 Order of Merit     |
| 24  | England      | Matthew Dennant       | Q-School 2016             |
| 25  | England      | Nathan Derry          | Q-School 2015             |
| 26  | Niederlande  | Dick van Dijk         | Q-School 2016             |
| 27  | England      | Chris Dobey           | Q-School 2015             |
| 28  | Nordirland   | Brendan Dolan         | Top 64 Order of Merit     |
| 29  | Niederlande  | Dirk van Duijvenbode  | Top 64 Order of Merit     |
| 30  | England      | Matthew Edgar         | Q-School 2015             |
| 31  | England      | Ricky Evans           | Top 64 Order of Merit     |
| 32  | England      | Ted Evetts            | Q-School 2016             |
| 33  | England      | Mark Frost            | PDC Challenge Tour 2014   |
| 34  | Niederlande  | Michael van Gerwen    | Top 64 Order of Merit     |
| 35  | England      | Andrew Gilding        | Top 64 Order of Merit     |
| 36  | Niederlande  | Jeffrey de Graaf      | Q-School 2016             |
| 37  | England      | Robbie Green          | Top 64 Order of Merit     |
| 38  | England      | Shaun Griffiths       | PDC Challenge Tour 2015   |
| 39  | Nordirland   | Daryl Gurney          | Top 64 Order of Merit     |
| 40  | England      | Johnny Haines         | Q-School 2015             |
| 41  | England      | Andy Hamilton         | Top 64 Order of Merit     |
| 42  | England      | Curtis Hammond        | Q-School 2015             |
| 43  | Schottland   | John Henderson        | Top 64 Order of Merit     |
| 44  | England      | Nigel Heydon          | Q-School 2015             |
| 45  | Deutschland  | Max Hopp              | Top 64 Order of Merit     |
| 46  | Belgien      | Kim Huybrechts        | Top 64 Order of Merit     |
| 47  | Belgien      | Ronny Huybrechts      | Top 64 Order of Merit     |
| 48  | England      | Andy Jenkins          | Q-School 2015             |
| 49  | England      | Terry Jenkins         | Top 64 Order of Merit     |
| 50  | Indien       | Prakash Jiwa          | Q-School 2015             |
| 51  | England      | Darren Johnson        | Q-School 2015             |
| 52  | England      | Wayne Jones           | Top 64 Order of Merit     |
| 53  | Niederlande  | Vincent Kamphuis      | Q-School 2016             |
| 54  | England      | Stuart Kellett        | Top 64 Order of Merit     |
| 55  | England      | Mervyn King           | Top 64 Order of Merit     |
| 56  | Niederlande  | Christian Kist        | Top 64 Order of Merit     |
| 57  | Niederlande  | Jelle Klaasen         | Top 64 Order of Merit     |
| 58  | England      | Adrian Lewis          | Top 64 Order of Merit     |
| 59  | Wales        | Jamie Lewis           | Top 64 Order of Merit     |
| 60  | England      | Jason Lovett          | Q-School 2015             |
| 61  | Kanada       | Ken MacNeil           | Q-School 2015             |
| 62  | Nordirland   | Mickey Mansell        | Top 64 Order of Merit     |
| 63  | Irland       | Mick McGowan          | Q-School 2016             |
| 64  | England      | Steve McNally         | Q-School 2015             |
| 65  | Niederlande  | Yordi Meeuwisse       | Q-School 2016             |
| 66  | England      | Ryan Meikle           | Q-School 2016             |
| 67  | Niederlande  | Ron Meulenkamp        | Q-School 2016             |
| 68  | Griechenland | John Michael          | Q-School 2016             |
| 69  | England      | Paul Milford          | Q-School 2015             |
| 70  | Japan        | Haruki Muramatsu      | Q-School 2015             |
| 71  | England      | Joe Murnan            | Top 64 Order of Merit     |
| 72  | England      | Tony Newell           | Q-School 2016             |
| 73  | England      | Wes Newton            | Top 64 Order of Merit     |
| 74  | Australien   | Paul Nicholson        | Top 64 Order of Merit     |
| 75  | England      | Alan Norris           | Top 64 Order of Merit     |
| 76  | Irland       | William O’Connor      | Top 64 Order of Merit     |
| 77  | Wales        | Robert Owen           | Q-School 2016             |
| 78  | England      | Kevin Painter         | Top 64 Order of Merit     |
| 79  | England      | Lee Palfreyman        | Q-School 2015             |
| 80  | England      | Ryan Palmer           | Q-School 2016             |
| 81  | England      | David Pallett         | Top 64 Order of Merit     |
| 82  | England      | Andy Parsons          | Q-School 2016             |
| 83  | Kanada       | John Part             | Top 64 Order of Merit     |
| 84  | Niederlande  | Benito van de Pas     | Top 64 Order of Merit     |
| 85  | England      | Josh Payne            | PDC Youth Tour 2014       |
| 86  | Niederlande  | Berry van Peer        | PDC Development Tour 2015 |
| 87  | Südafrika    | Devon Petersen        | Top 64 Order of Merit     |
| 88  | England      | Justin Pipe           | Top 64 Order of Merit     |
| 89  | England      | Simon Preston         | Q-School 2016             |
| 90  | Wales        | Gerwyn Price          | Top 64 Order of Merit     |
| 91  | Spanien      | Cristo Reyes          | Top 64 Order of Merit     |
| 92  | England      | James Richardson      | Q-School 2016             |
| 93  | England      | Tony Richardson       | Q-School 2015             |
| 94  | England      | Harry Robinson        | Q-School 2016             |
| 95  | England      | Jamie Robinson        | Q-School 2015             |
| 96  | Österreich   | Rowby-John Rodriguez  | Top 64 Order of Merit     |
| 97  | England      | Andy Smith            | Top 64 Order of Merit     |
| 98  | England      | Dennis Smith          | Q-School 2016             |
| 99  | England      | Michael Smith         | Top 64 Order of Merit     |
| 100 | England      | Ross Smith            | Q-School 2016             |
| 101 | England      | Simon Stevenson       | Q-School 2016             |
| 102 | Österreich   | Mensur Suljović       | Top 64 Order of Merit     |
| 103 | England      | Alan Tabern           | PDC Challenge Tour 2014   |
| 104 | England      | Phil Taylor           | Top 64 Order of Merit     |
| 105 | England      | Terry Temple          | Q-School 2016             |
| 106 | Schottland   | Robert Thornton       | Top 64 Order of Merit     |
| 107 | Belgien      | Dimitri Van den Bergh | Top 64 Order of Merit     |
| 108 | Finnland     | Kim Viljanen          | SDC Pro Tour 2015         |
| 109 | Niederlande  | Vincent van der Voort | Top 64 Order of Merit     |
| 110 | England      | James Wade            | Top 64 Order of Merit     |
| 111 | Schottland   | Jim Walker            | Q-School 2015             |
| 112 | England      | Mark Walsh            | Q-School 2016             |
| 113 | Niederlande  | Jermaine Wattimena    | Q-School 2015             |
| 114 | England      | Darren Webster        | Top 64 Order of Merit     |
| 115 | Wales        | Mark Webster          | Top 64 Order of Merit     |
| 116 | England      | Steve West            | Q-School 2015             |
| 117 | England      | Ian White             | Top 64 Order of Merit     |
| 118 | Australien   | Simon Whitlock        | Top 64 Order of Merit     |
| 119 | England      | Stephen Willard       | Q-School 2015             |
| 120 | England      | Ricky Williams        | Q-School 2016             |
| 121 | England      | James Wilson          | Q-School 2015             |
| 122 | England      | Jason Wilson          | Q-School 2015             |
| 123 | England      | Dean Winstanley       | Top 64 Order of Merit     |
| 124 | England      | Brian Woods           | Q-School 2016             |
| 125 | Wales        | Jonathan Worsley      | Q-School 2016             |
| 126 | Schottland   | Peter Wright          | Top 64 Order of Merit     |
| 127 | Niederlande  | Mike Zuydwijk         | Q-School 2015             |
| 128 | Niederlande  | Jeffrey de Zwaan      | Top 64 Order of Merit     |

## Statistiken

### Tour Cards nach Nationen
| Nr. | Land         | Anzahl | Differenz zum Vorjahr |
| --- | ------------ | ------ | --------------------- |
| 1.  | England      | 74     | −6                    |
| 2.  | Niederlande  | 17     | +6                    |
| 3.  | Schottland   | 6      | −3                    |
| 3.  | Wales        | 6      | +6                    |
| 5.  | Belgien      | 4      | +1                    |
| 5.  | Nordirland   | 4      | +1                    |
| 7.  | Australien   | 3      | ±0                    |
| 8.  | Deutschland  | 2      | −1                    |
| 8.  | Irland       | 2      | ±0                    |
| 8.  | Kanada       | 2      | ±0                    |
| 8.  | Österreich   | 2      | −1                    |
| 12. | Finnland     | 1      | +1                    |
| 12. | Griechenland | 1      | +1                    |
| 12. | Indien       | 1      | ±0                    |
| 12. | Japan        | 1      | ±0                    |
| 12. | Spanien      | 1      | ±0                    |
| 12. | Südafrika    | 1      | ±0                    |
|     | 17 Nationen  | 128    | 128                   |